# Panzerbatterie

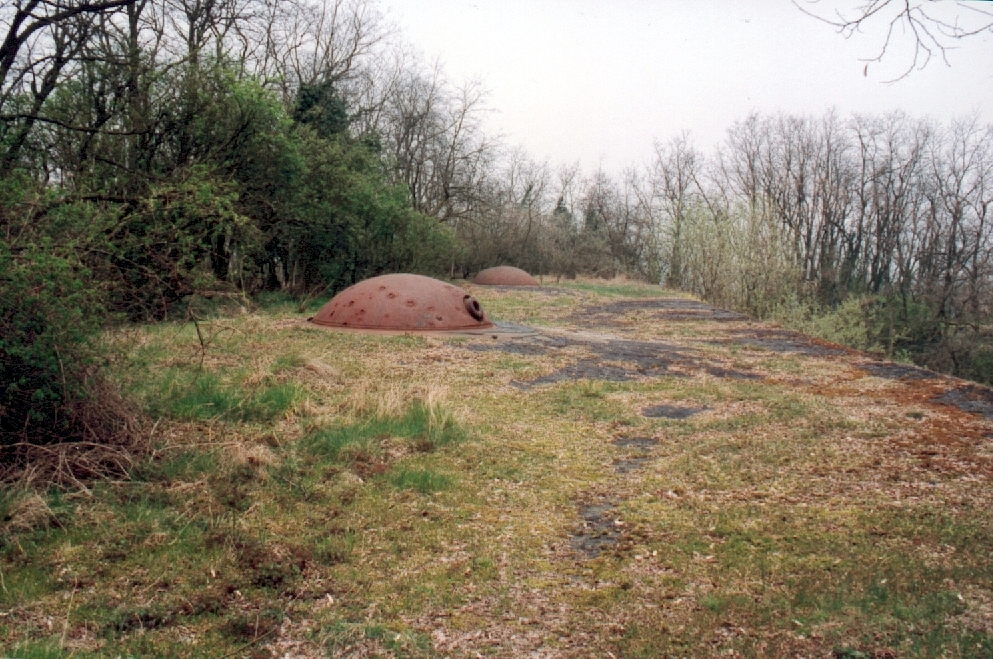
Panzerbatterie mit 15-cm-Haubitzen der Festen Haeseler bei Metz

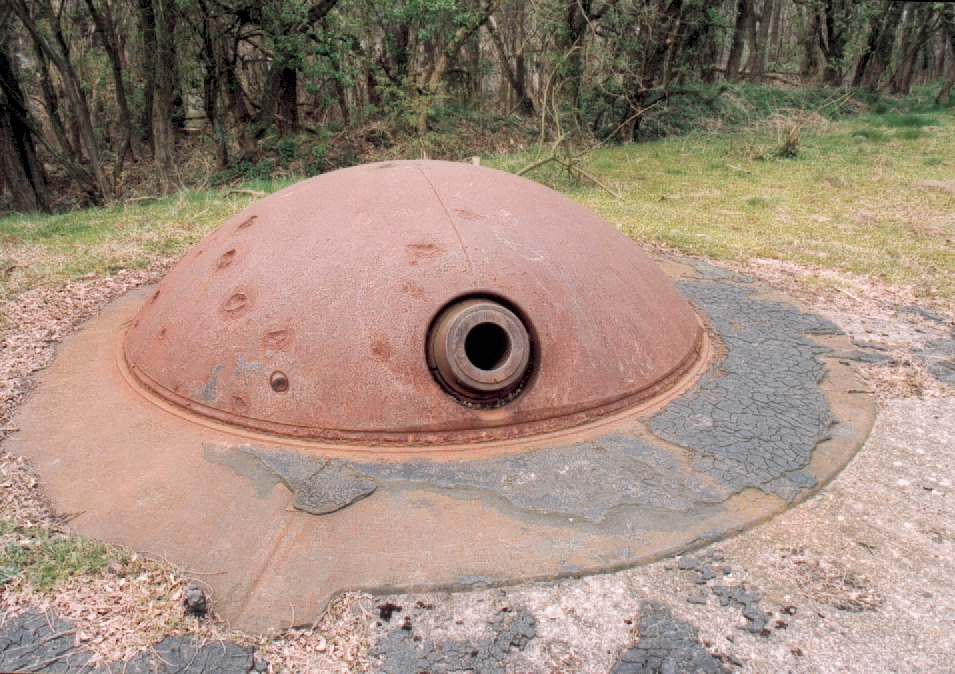
15-cm-Haubitze der Festen Haeseler bei Metz

Panzerbatterien sind durch Panzerplatten oder Panzerbleche gedeckte Geschützstände.
Zuerst stellte 1869 Hermann Gruson solche Panzerbatterien in Hartguss her, angeregt durch Schumanns Panzerstand. Dies wurde später in Frankreich nachgeahmt.
Die Panzerbatterien setzten sich hauptsächlich aus Pfeiler- und Schartenplatten in der Front und aus den aufliegenden Deckplatten zusammen. Die Pfeilerplatten sind abgerundet und steigen nach rückseitig an, um feindliche Geschosse abgleiten zu lassen. Die Deckplatten bilden den Übergang zu den rückseitig angebrachten Kasematten.
Die Panzerbatterien, die Oberst Vogl seit 1885 bei den Befestigungen von Tirol erbaute, bestanden aus Granitmauerwerk mit rückwärts geneigter Stirnmauer. Jeder Geschützstand war durch eine Schartenplatte aus Compoundstahl (Verbundwerkstoff) geschlossen, die sich auf Gusseisen oder Gussstahlblöcke stützte und deren Übergang zum Gewölbe durch eine Stahlkalotte gebildet wurde.
Panzerbatterien haben im modernen Militärwesen ihre Bedeutung verloren und werden nur noch vereinzelt eingesetzt.